# بينيامين هوغل
بينيامين هوغل ، من مواليد 7 يوليو 1977 في دورناخ في سويسرا ، لاعب كرة قدم سويسري.
يلعب مع نادي بازل منذ عام 2007.
بدأ باللعب مع منتخب سويسرا لكرة القدم في عام 2003.

## روابط خارجية
- بينجامين هوغل على موقع الاتحاد الدولي (مؤرشف)  (الإنجليزية)
- بينجامين هوغل على موقع الاتحاد الأوربي (الإنجليزية)
- بينجامين هوغل على موقع قاعدة بيانات كرة القدم.إي يو (الإنجليزية)
- بينجامين هوغل على موقع ناشيونال فوتبول تيمز (الإنجليزية)
- بينجامين هوغل على موقع Soccerway.com (الإنجليزية)
- بينجامين هوغل على موقع عالم كرة القدم.نت (الإنجليزية)
- بينجامين هوغل على موقع كووورة